# وینتیکینکو دو مایو، لا پمپا
وینتیکینکو دو مایو، لا پمپا (به اسپانیایی: Veinticinco de Mayo, La Pampa) یک منطقهٔ مسکونی در آرژانتین است که در ایالت لا پامپا واقع شده‌است.

## خصوصیات
وینتیکینکو دو مایو ۵٬۹۵۳ نفر جمعیت دارد.